# گاردینر کرک
گاردینر کرک (به انگلیسی: Gardiners Creek) رودخانه‌ای است که در استرالیا جریان دارد.